# Fichtelbrunn
Fichtelbrunn ist ein Weiler im oberpfälzischen Landkreis Amberg-Sulzbach.

## Geografie
Fichtelbrunn liegt im Nordwesten der Oberpfalz, etwa sechs Kilometer westlich von Sulzbach-Rosenberg und am südlichen Fuß eines bewaldeten Hügelrückens. Unmittelbar südöstlich des Ortes befindet sich das Segelfluggelände Fichtelbrunn. Der Weiler ist ein Gemeindeteil der Gemeinde Neukirchen bei Sulzbach-Rosenberg und ungefähr vier Kilometer von deren Gemeindesitz entfernt.

## Geschichte
Das bayerische Urkataster zeigte Fichtelbrunn in den 1810er Jahren als einen kleinen Ort, der aus zwei etwas getrennt voneinander stehenden Einzelgehöften bestand. Während der östliche dieser beiden Höfe heute nicht mehr existiert, liegt der ehemals westliche Hof nunmehr am östlichen Ortsrand des inzwischen auf sechs Herdstellen herangewachsenen Ortes. Seit dem bayerischen Gemeindeedikt von 1818 gehörte Fichtelbrunn zur Gemeinde Bachetsfeld, deren Verwaltungssitz sich im Dorf Bachetsfeld befand. Als die Gemeinde Bachetsfeld im Zuge der Gebietsreform in Bayern im Jahr 1976 aufgelöst wurde, wurde Fichtelbrunn in die Gemeinde Neukirchen eingegliedert.
| Jahr          | 001875 | 001885 | 001900 | 001925 | 001950 | 001961 | 001970 | 001987 |
| Einwohnerzahl | 20     | 23     | 21     | 16     | 25     | 23     | 22     | 15     |